# Noi combatteremo sulle spiagge

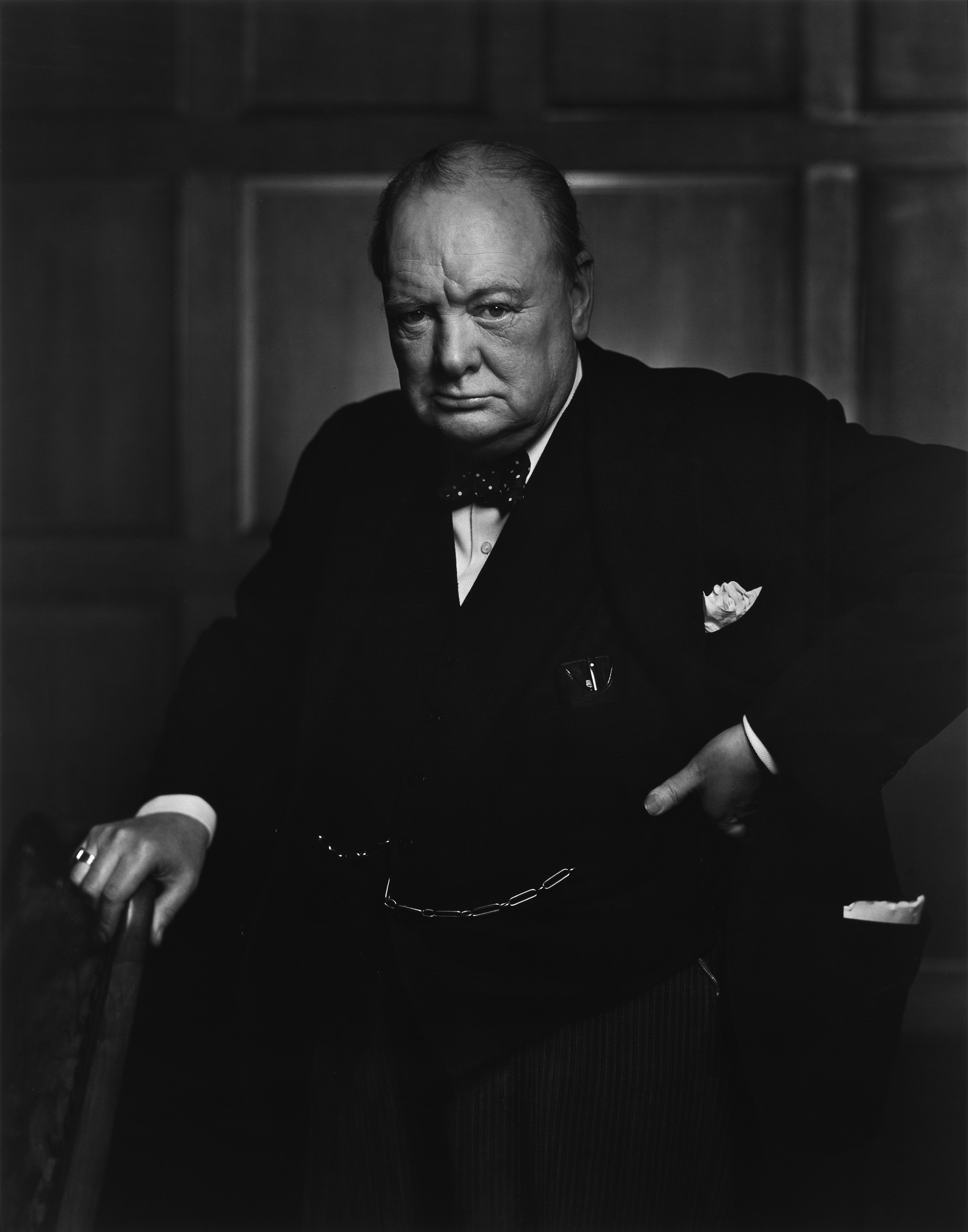
Winston Churchill

Noi combatteremo sulle spiagge (in inglese We Shall Fight on the Beaches) è il nome comunemente dato al famoso discorso pronunciato da Winston Churchill alla Camera dei Comuni il 4 giugno 1940, subito dopo la sconfitta anglo-francese nella battaglia di Dunkerque e la rocambolesca evacuazione via mare di oltre 300.000 soldati alleati durante l'Operazione Dynamo.
Churchill descrisse il disastro militare, comunicando il possibile tentativo di invasione da parte dei nazisti, ma senza mettere in dubbio l'eventuale vittoria, in coerenza con il precedente discorso del 13 maggio, in cui aveva dichiarato l'obiettivo della "vittoria, per quanto lunga e difficile possa essere la strada".

## Antefatto
Winston Churchill aveva assunto la carica di Primo Ministro il 10 maggio 1940, otto mesi dopo lo scoppio della Seconda Guerra Mondiale in Europa. Lo aveva fatto come capo di un governo di coalizione pluripartitico, che aveva sostituito il precedente governo guidato da Neville Chamberlain.  Churchill aveva parlato alla Camera dei Comuni come Primo Ministro per la prima volta il 13 maggio, per annunciare la formazione della nuova amministrazione ma in quel discorso non aveva detto nulla sulla situazione militare in Francia e nei Paesi Bassi.
Il 20 maggio, le divisioni corazzate della Wehrmacht avevano raggiunto la costa della Manica, dividendo l’esercito britannico e la prima armata francese dalle principali forze francesi. 
Dopo la capitolazione del Belgio, avvenuta il 28 maggio, il grosso dell’esercito britannico e un considerevole numero di truppe francesi, che erano stati costrette in una piccola sacca attorno al porto di Dunkerque, furono evacuati nell'operazione Dynamo, ma lasciando sul campo praticamente tutte le loro attrezzature pesanti (trasporto, carri armati, artiglieria e munizioni).  
Pertanto, in questo discorso, parlando del futuro e della condotta della guerra, Churchill dovette descrivere il grande disastro militare, senza sorvolare la possibilità di un tentativo di invasione tedesca ma senza mettere in dubbio l'eventuale vittoria. 
Churchill disse:
Infine, ha dovuto ribadire una politica e un obiettivo invariato - nonostante gli eventi intermedi - dal suo discorso del 13 maggio, in cui aveva detto:

## Esortazione finale
L’esortazione finale è forse la parte più conosciuta del discorso, ed è ampiamente considerata uno dei momenti più intensi dell’oratoria e della carriera di Churchill:
Even though large tracts of Europe and many old and famous States have fallen or may fall into the grip of the Gestapo and all the odious apparatus of Nazi rule, we shall not flag or fail. We shall go on to the end. We shall fight in France, we shall fight on the seas and oceans, we shall fight with growing confidence and growing strength in the air, we shall defend our island, whatever the cost may be. We shall fight on the beaches, we shall fight on the landing grounds, we shall fight in the fields and in the streets, we shall fight in the hills; we shall never surrender, and if, which I do not for a moment believe, this island or a large part of it were subjugated and starving, then our Empire beyond the seas, armed and guarded by the British Fleet, would carry on the struggle, until, in God's good time, the New World, with all its power and might, steps forth to the rescue and the liberation of the old.»
Anche se ampie parti dell'Europa e molti Stati antichi e illustri sono caduti o potrebbero cadere nella morsa della Gestapo e di tutto l'odioso apparato del dominio nazista, noi non desisteremo né abbandoneremo.
Andremo avanti fino alla fine. Combatteremo in Francia, combatteremo sui mari e gli oceani, combatteremo con crescente fiducia e con crescente forza nell'aria, difenderemo la nostra isola a qualunque costo. Combatteremo sulle spiagge, combatteremo sulle piste d'atterraggio, combatteremo nei campi e nelle strade, combatteremo sulle colline, noi non ci arrenderemo mai; e se, cosa che non credo neanche per un momento, quest'isola o gran parte di essa fosse soggiogata e ridotta alla fame, allora il nostro impero, al di là del mare, armato e protetto dalla flotta britannica, continuerà a combattere fino a quando, se Dio vorrà, il Nuovo Mondo, con tutta la sua forza e la sua potenza, farà un passo avanti per la salvezza e la liberazione del vecchio.»